# Lennox Lewis
 Der er for få eller ingen kildehenvisninger i denne artikel, hvilket er et problem. Du kan hjælpe ved at angive troværdige kilder til de påstande, som fremføres i artiklen.

Lennox Claudius Lewis (født 2. september 1965 i West Ham, London) er en tidligere britisk-canadisk sværvægtsbokser. Han var verdensmester og er blandt historiens mest vindende. Lewis er 196 cm høj og vejede i sin storhedstid 115 kg. 

## Opvækst
Lewis boede, til han var 12 år, i London, hvor hans forældre tog ham med til Canada.

## Karriere

### Amatør
Lennox Lewis havde modsat mange af de andre sværvægtsboksere en lang amatørkarriere, hvor han blandt andet deltog i to olympiske lege for Canada. Det var i Los Angeles 1984 og i Seoul 1988.
I den førstenævnte olympiade tabte han på point i kvartfinalen til amerikanske Tyrell Briggs, som senere vandt guld. Lennox slog dog senere amerikaneren som professionel i 1991. Umiddelbart efter OL i 1984 fik Lennox flere kontrakttilbud, men valgte at takke nej, idet han ønskede at deltage i endnu en olympiade.
Ved OL i 1988 var han da også, sammen med amerikanske Riddick Bowe, favorit til en guldmedalje i supersværvægt. Finalen kom også til at stå imellem de to favoritter, som Lewis vandt på teknisk knockout, og dermed var vejen for en stor karriere banet for Lewis.

### Professionel
Efter af have vundet den olympiske guldmedalje i 1988 for Canada besluttede Lewis sig for at flytte til England igen, som han også kom til at repræsentere som professionel. Han blev tilknyttet den engelske promotor Frank Maloney. Lewis’ professionelle karriere startede særdeles succesfuldt, hvor han hurtigt blev Europamester i sværvægt ved at besejre Jean Chanet. Efter succesen i Europa vendte Lewis sig mod USA, hvor han vandt over sin tidligere overmand, Tyrell Briggs. Efter de mange sejre blev Lewis førsteudfordrer til en VM-titelkamp hos forbundet WBC, hvor Riddick Bowe var mester, efter at have besejret Evander Holyfield. Men Bowe nægtede at bokse mod Lewis, og han valgte derfor at opgive at forsvare bæltet. Senere mødte han den store britiske bokser, Frank Bruno - et møde, som Lewis kom ud af som vinder ved en teknisk knockout i 7. omgang. Efter den store succes mødte Lewis for første gang modgang, da han i 1994 tabte sit VM-bælte hos WBC til amerikanske Oliver MaCall. Nederlaget til MaCall var meget omdiskuteret, da dommeren nægtede Lewis at bokse videre efter at været til tælling. Lewis var rasende, da han mente, at han var helt klar efter tællingen og forlangte straks en omkamp. Den omkamp havde dog lange udsigter, idet MaCalls promtor, Don King, mente, at der var andre mere interessante modstandere til MaCall. Lewis fik dog revanche mod MaCall. I 1997 vandt han også WBC-bæltet tilbage, da Mike Tyson havde nægtet at forsvare bæltet imod Lewis.
Lewis fortsatte sin kamp imod de to andre store bælter hos WBA og IBF, som Evander Holyfield var indehaver af. Lewis og Holyfield mødte hinanden den 13. marts 1999 i en kamp om bælterne hos de fire store bokseforbund WBA, WBC, IBF og IBO. Kampen endte uafgjort og blev af mange betegnede som en katastrofe, da de fleste mente, at Lewis styrede kampen. Der blev hurtigt bestemt en dato for en omkamp, som Lewis vandt på point, og Lewis blev dermed mester hos alle de store bokseforbund. Han måtte dog hurtigt slippe sit WBA-bælte, da Lewis valgte at bokse imod Michael Grant, og ikke John Ruiz, som WBA forlangte. Lewis forblev dog mester hos WBC, IBF og IBO i godt et år, indtil han på forunderlig vis tabte på knockout til en ung amerikaner ved navn Hasim Rahman. Lewis fik dog hurtigt en revanchekamp mod Rahman, som han vandt på knockout i 4. omgang.
Efter revanchekampen lykkes det Lewis at få en kamp med Mike Tyson, som, mange eksperter mente, var tilbage til samme form som i slutningen af 1980’erne. Det var en kamp, som skabte meget opmærksomhed. Først og fremmest var det på grund af de to bokseres tidligere præstationer, men også på grund af den adfærd, som Tyson viste inden kampen. Kampen var først sat til at skulle bokses i Las Vegas, men staten Nevada valgte senere at nægte Tyson at bokse, idet han havde angrebet Lewis ved en pressekonference og bagefter talt nedsættende til de mange journalister. Problemet blev løst, da staten Tennessee valgte at lade byen Memphis huse kampen. Kampen blev bokset den 8. juni 2002 og tiltrak mange kendte ansigter som Samuel L. Jackson, Denzel Washington og Clint Eastwood.
Efter sejrerne over Tyson, Holyfield og Bowe havde Lewis slået alle de største boksere fra sin tid. Derfor boksede han kun yderligere en kamp, og det var mod den nuværende WBC-mester, Vitali Klitschko. Lewis vandt kampen, da kamplægen valgte at stoppe kampen på grund af en flænge, som Klitschko havde fået over venstre øje.
Efter denne kamp valgte Lewis at gå på pension som den tredje sværvægtsbokser nogensinde, der havde slået alle sin modstander.

## Privat
Lewis er gift med Violet Chang, som han har datteren Ling og sønnen Landon med.